# Lycia flavescens
Lycia flavescens là một loài bướm đêm trong họ Geometridae.